# Ferrovia Fiume-Zagabria
La ferrovia Fiume-Zagabria (Željeznička pruga Zagreb Glavni kolodvor – Rijeka in croato), ufficialmente denominata ferrovia M202, è una ferrovia croata che unisce la capitale Zagabria con la città portuale di Fiume. Costituisce il segmento finale del ramo B del Corridoio paneuropeo V che unisce Budapest a Fiume. La linea, lunga 227,847 km, è elettrificata ed è a binario unico.

## Storia
Il primo segmento della linea, compreso tra Zagabria e Karlovac, fu aperto al traffico nel 1865. La ferrovia raggiunse Fiume il 6 settembre 1873.
Dopo la prima guerra mondiale l'intera linea venne gestito dal neonato stato jugoslavo. Fiume divenne così la stazione internazionale per il confine italo-jugoslavo.

## Percorso
| Continuation backward |

| Unknown route-map component "KINTa" | Straight track |  |

| Unknown route-map component "KRWgl+l" | Unknown route-map component "KRWgr+r" |  |

| Unknown route-map component "ENDExe" | Station on track |  |

| Unknown route-map component "exhKRZWae" + Unknown route-map component "exlZOLL" | Unknown route-map component "hKRZWae" + Unknown route-map component "exlZOLL" |  |

| Unknown route-map component "exSTR" | Enter and exit tunnel |  |

| Unknown route-map component "KINTxa" | Unknown route-map component "ABZg+l" + Unknown route-map component "PORTALl" | Unknown route-map component "tSTR+r" |

| Unknown route-map component "tSTRla" | Unknown route-map component "KRZt" | Unknown route-map component "tSTRr" |

| Station on track |

| Non-passenger head station | Straight track |  |

| Unknown route-map component "DST2" | Unknown route-map component "STR+c3" |  |

| Unknown route-map component "STRc1" | Unknown route-map component "ABZg+4" |  |

|  | Unknown route-map component "ABZg+l" | Unknown route-map component "KINTeq" |

| Station on track |

| 0+000   |
| 641+242 |

| Enter and exit short tunnel |

| Enter and exit short tunnel |

| Stop on track |

| Station on track |

| Stop on track |

| Station on track |

| Enter and exit tunnel |

| Stop on track |

| Station on track |

| Unknown route-map component "hKRZWae" |

| Stop on track |

| Enter and exit tunnel |

| Enter and exit short tunnel |

| Station on track |

| Unknown route-map component "SKRZ-Ao" |

| Station on track |

| Enter and exit short tunnel |

| Enter and exit short tunnel |

| Station on track |

| Unknown route-map component "tSTRa" |

| Unknown route-map component "tSTRe" |

| Stop on track |

| Station on track |

| Stop on track |

| Station on track |

| Station on track |

| Unknown route-map component "hKRZWae" |

| Unknown route-map component "hKRZWae" |

| Station on track |

| Unknown route-map component "SKRZ-Au" |

| Enter and exit short tunnel |

| Unknown route-map component "hKRZWae" |

| Enter and exit tunnel |

| Station on track |

| Enter and exit tunnel |

| Stop on track |

| Unknown route-map component "hKRZWae" |

| Station on track |

| Station on track |

| Unknown route-map component "SKRZ-Au" |

| Unknown route-map component "CONTgq" | Junction both to and from right |  |

| Station on track |

| Stop on track |

| Station on track |

| Stop on track |

| Station on track |

| Unknown route-map component "hKRZWae" |

| Stop on track |

| Station on track |

| Stop on track |

| Station on track |

| Stop on track |

| Station on track |

| Station on track |

| Stop on track |

| Unknown route-map component "hKRZWae" |

| Station on track |

|  | Unknown route-map component "ABZgl" | Unknown route-map component "CONTfq" |

| Unknown route-map component "SKRZ-Au" |

| Station on track |

| Unknown route-map component "hKRZWae" |

| Stop on track |

| Stop on track |

| Station on track |

| Stop on track |

| Station on track |

| Stop on track |

| Station on track |

| Unknown route-map component "SKRZ-Au" |

| Station on track |

| Unknown route-map component "SKRZ-Ao" |

| Stop on track |

| Unknown route-map component "CONTgq" | Junction both to and from right |  |

| Unknown route-map component "hKRZWae" |

|  | Junction both to and from left | Unknown route-map component "CONTfq" |

| Station on track |

| Continuation forward |